# Diguetinus raptator
Diguetinus raptator is een hooiwagen uit de familie Globipedidae.